# Gare de Cambo-les-Bains
Gare de Cambo-les-Bains – stacja kolejowa w Cambo-les-Bains, w departamencie Pireneje Atlantyckie, w regionie Nowa Akwitania, we Francji.
Jest stacją Société nationale des chemins de fer français (SNCF), obsługiwaną przez pociągi TER Aquitaine.